# Paula Yates
Paula Elizabeth Yates (Colwyn Bay, 24 april 1959 – Londen, 17 september 2000) was een televisiepresentatrice en fotomodel. Ze is getrouwd geweest met Bob Geldof en had een relatie met Michael Hutchence.

## Levensloop
In 1978 poseerde ze naakt voor Penthouse. In de jaren 80 van de 20e eeuw werd ze bekend als presentator van het muziekprogramma The Tube dat ze samen met Jools Holland presenteerde.
Ze werd nog beroemder als vrouw van Bob Geldof, met wie ze trouwde in 1986. Ze kregen drie  dochters: in 1983, 1989 en 1990. In 1995 verliet Paula haar man voor de zanger van INXS, Michael Hutchence, met wie ze in 1996 een vierde dochter kreeg.
In 1997 werd Michael Hutchence dood gevonden in een hotelkamer. Paula Yates zocht psychiatrische hulp. Haar privéleven werd nog meer geteisterd toen openlijk in twijfel werd getrokken of Jess Yates wel haar natuurlijke vader was. Kort nadat een vaderschapstest uitwees dat Hughes Green, collega-televisiepresentator van Jess Yates, haar natuurlijke vader was, overleed Paula Yates op 41-jarige leeftijd na een overdosis heroïne.
Na haar dood verkreeg Bob Geldof de voogdij over de dochter van Paula en Michael, omdat hij vond dat zij samen met haar drie halfzussen moest opgroeien.

## Auteur
Paula Yates heeft verschillende boeken geschreven.
- Rock Stars in Their Underpants - 1978.
- A Tail of Two Kitties - 1983
- Blondes: A History of Their Earliest Roots - 1984
- The Fun Don't Stop: Loads of Rip-roaring Activities for You and Your Toddler - 1991
- The Fun Starts Here: A practical guide to the bliss of babies - 1992